# پستا کرنه گور
پستا کرنه گور (انگلیسی: Montenegro Post) شرکت دولتی پست مونته‌نگرویی است، که در سال ۱۸۴۱ تأسیس شد.